# 科莫省
科莫省（義大利語：Provincia di Como）是意大利伦巴第大区的一個省。面積1,279平方公里，2015年人口599,905人。首府科莫。
下分148市鎮。